# Всё началось с Евы
«Всё началось с Евы» (англ. It Started with Eve) — американская комедия 1941 года режиссёра Генри Костера.

## Сюжет
Миллионер Джонатан Рейнольдс умирает, его приехавшему сыну Джонни лечащий врач, доктор Харви, сообщает, что его последнее желание - познакомиться с будущей женой Джонни. Тот едет в отель, но его невеста Глория Пеннингтон уехала со своей матерью. Джони просит гардеробщицу отеля Энн Терри сыграть Глорию на один вечер. Она соглашается. Она добра к умирающему, и он доволен будущей невесткой.
Ко всеобщему удивлению, на следующее утро отец чувствует себя намного лучше и хочет снова видеть невесту своего сына. Доктор Харви все еще беспокоится о здоровье своей пациентки и просит Джонни продолжать притворяться, что Энн - это Глория. Джонни просит Энн снова поехать с ним к отцу.
Но когда они приезжают в дом, обнаруживают, что там внезапно появились Глория и ее мать. Джонни хочет познакомить отца со своей настоящей невестой, сказав отцу, что они с Глорией (Энн) расстались, и его новая девушка - настоящая Глория. Энн, начинающей певице, миллионер уже пообещал устроить прослушивание в мюзикл на вечеринке на следующий день, поэтому она просит Джонни повременить с раскрытием. Джонни не соглашается и вечером сообщает своему отцу о расставании. В этот момент в комнату вваливается Энн и просит прощения у Джонни. Отец почти вынуждает Джонни простить её. Однако, когда миллионер выходит из комнаты, он узнает истинную историю из последовавшего за этим громкого спора между Энн и Джонни. 
На следующий день Джонни снова просит Энн приехать, у его отца снова случился сердечный приступ, и он хочет её видеть. Когда они прибывают в дом миллионера, они обнаруживают, что сердечный приступ был всего лишь притворством. Он просто хотел снова собрать Джонни и Энн вместе. Эти двое осознают свои истинные чувства друг к другу, что миллионер воспринимает с радостью и с наслаждением закуривает запрещённую ему доктором сигару.

## В ролях
- Дина Дурбин — Энн Терри
- Роберт Каммингс — Джонни Рейнольдс младший
- Чарлз Лаутон — Джонатан Рейнольдс
- Гай Кибби — Максвельский, священник
- Маргарет Толличет — Глория Пеннингтон
- Кэтрин Дусе — миссис Пеннингтон
- Уолтер Кэтлетт — доктор Харви
- Чарльз Коулмэн — Робертс, дворецкий
- Леонард Эллиотт — Генри Стиббинс, преподобный
- Ирвинг Бэйкон — представитель национального музея
- Гас Шиллинг — представитель национального музея
- Уэйд Ботелер — Гарри, редактор газеты
- Доротея Кент — Джеки Донован
- Клара Блендик — медсестра

В титрах не указаны:
- Леон Беласко — кутюрье
- Уилсон Бендж — Уильямс, дворецкий
- Нора Сесил — миссис Филдс, гостья отеля
- Чик Чандлер — Фрэнк, репортёр
- Мэри Гордон — миссис О’Тул, уборщица
- Мантан Морленд — швейцар на железной дороге
- Александр Гранах — Попаларди, съёмщик апартаментов
- Лью Келли — старик Моз, съёмщик апартаментов
- Селмер Джексон — Генри, гость отеля
- Джордж Лесси — Джонсон, гость отеля
- Адольф Лихо — Сигони
- Берт Мурхаус — мистер Дункан
- Розалинд Айван — миссис Маллигэн
- Сара Падден — Дженни
- Мари МакДональд — продавщица сигарет
- Джек Малхолл — фотограф в ночном клубе
- Бесс Флауэрс — посетительница ночного клуба
- Хелен Пэрриш — посетительница ночного клуба
- Соня Дэррин — посетительница ночного клуба

## Критика
Советский киновед В. А. Утилов в целом описал фильм как «пустяковая кинокомедия». В рецензии в газете «Нью-Йорк Таймс» кинокритик Босли Краузер назвал фильм «лёгким и незатейливым», выделил выступления Чарльза Лоутона написав: «это одно из самых ярких выступлений старика за последние годы… Мистер Лоутон играет со вкусом, озорством, юмором и большой изобретательностью» и Дианны Дурбин указав просто: «мисс Дурбин так же свежа и красива, как и всегда, и поёт три разные песни — включая вальс Чайковского — с живым очарованием».
Ретроспективно эта роль Дианы Дурбин считается одной из лучших, здесь благодаря умелой режиссуре актриса не потерялась в тени знаменитого Чарлза Лоутона и мелодраматическая история нашла горячий отклик у зрителей, киновед Михаил Трофименков назвал фильм в числе трёх лучших фильмов актрисы..

## Прокат в СССР
Фильм (видимо, «трофейный») был в 1954 году показан в СССР под названием «Брак поневоле», фильм посмотрели 21 600 000 зрителей, он занял 18-ю строчку проката СССР 1954 года.